# Mastodont americà
El mastodont americà era una espècie de proboscidi més primitiu que els actuals elefants que visqué a Nord-amèrica entre el Miocè superior i el Plistocè.

## Fisiologia
Els mastodonts feien entre 2,4 i 3 metres d'altura, i uns 4,5 metres de llargada. Pesaven entre 3600 i 5500 kg. Els mastodonts encara que semblants als elefants eren més baixos i robustos amb un pèl llarg de color marró fosc. Igualment que els elefants actuals tenien dos ullals en forma d'espiral. Una de les característiques principals dels mastodonts era que tenien les dents en parells de cusps còniques, això fa que els mastodonts siguin considerats primitius i que siguin parents distants dels elefants i dels mamuts.

## Hàbitat i distribució
La distribució del mastodont americà anava des d'Alaska al nord fins a Florida i Califòrnia al sud, tot i que eren més comuns era la zona sud dels Grans Llacs de Nord-amèrica i la costa est. Normalment l'hàbitat dels mastodonts eren les zones amb arbres i arbustos, i vivien en boscos oberts o pantanosos.

## Comportament
El comportament social dels mastodons és molt polèmic, ja que moltes de les restes són d'animals solitaris, això fa pensar que no viven en grups o no tan grans com els dels elefants actuals. Com que les cries de mastodont arribaven a la maduresa sexual als 10 anys, fet que feia necessari un llarg període de protecció per part de la mare. Per tant, seria molt probable que visquessin en grups dirigits per una matriarca i, com que era una inversió a llarg termini, viure en grup era una bona estratègia per la seva supervivència.

## Aparició i extinció
Els mastodonts americans aparegueren a finals del Miocè, i van sobreviure fins fa 10.000 anys juntament amb gran part de la megafauna del Plistocè probablement pels canvis climàtics del final de l'última edat de gel, la caça pels humans i les malalties com la tuberculosi, que van tenir un gran impacte en les poblacions d'aquests animals.